# Judik Péter
Judik Péter (Budapest, 1954. augusztus 18. –) labdarúgó, hátvéd.

## Pályafutása
1971 nyarán igazolt az FTC-ből a Bp. Spartacusba. Innen 1973-ban az ÉPGÉP-hez szerződött. 1974 őszén már a Kaposvári Táncsicsban szerepelt. 1975 novemberében a Dombóvárhoz igazolt. 1976 nyarán a Dunaújváros játékosa lett.
1979-ben Dunaújvárosból került a Ferencvároshoz. Egyszeres magyar bajnok, valamint kétszeres ezüstérmes a csapattal. 1983-ig a Fradiban 150 mérkőzésen szerepelt (129 bajnoki, 10 nemzetközi, 11 hazai díjmérkőzés) és 3 gólt szerzett (mind bajnoki). 1983 és 1985 között a Rába ETO következett, ahol szintén két ezüstérmet gyűjtött. Ezután a Baja SK játékosa volt, de itt már az NB II-ben. Levezetésképpen Ausztriába igazolt. Válogatott kerettagságig többször eljutott, de a nemzeti válogatottban nem mutatkozott be. Pályafutása befejezése után edzőséggel is foglalkozott, 1998-ban megszerezte az UEFA B Licence -es  edzői képesítést.[forrás?]

## Sikerei, díjai
- Magyar bajnokság
  - bajnok: 1980–81
  - 2.: 1981–82, 1982–83, 1983–84, 1984–85